# أكيرا نيشينو
أكيرا نيشينو (باليابانية: 西野 朗) ، من مواليد 7 أبريل 1955م، وهو لاعب كرة قدم ياباني سابق ومدرب.

## سيرته
ولد في أوراوا، سايتاما، وتدرب منتخب اليابان الأولمبي عام 1996م، ومدرب سابق لنادي غامبا أوساكا عام 2008م.